# Fin Stevens
Fin Stevens (Brighton, 10 de abril de 2003) es un futbolista británico que juega en la demarcación de centrocampista para el F. C. St. Pauli de la 1. Bundesliga.

## Trayectoria
Tras formarse en las categorías inferiores del Worthing F. C., y disputar varios partidos en la Isthmian League, se marchó al Brentford F. C. El 1 de octubre de 2020 debutó con el primer equipo en un partido de la Copa de la Liga contra el Fulham F. C. que finalizó con un resultado de 3-0 a favor del Brentford tras el gol de Marcus Forss y un doblete de Saïd Benrahma. Disputó diez encuentros antes de ser cedido el 1 de septiembre de 2022 al Swansea City A. F. C. Disputó cinco encuentros, todos ellos como suplente, y la cesión se canceló el 1 de enero. De cara a la siguiente temporada fue prestado al Oxford United F. C.
El 26 de julio de 2024, tras haber conseguido un ascenso a la EFL Championship en Oxford, fue traspasado al F. C. St. Pauli alemán.

## Selección nacional
El 6 de junio de 2024 hizo su debut con la selección de Gales en un amistoso ante Gibraltar que finalizó en empate a cero.

## Clubes
| Club                           | País       | Año       | Partidos | Goles |
| ------------------------------ | ---------- | --------- | -------- | ----- |
| Worthing F. C.                 | Inglaterra | 2019-2020 | 13       | 1     |
| Brentford F. C.                | Inglaterra | 2020-2022 | 10       | 0     |
| Swansea City A. F. C. (cedido) | Gales      | 2022      | 5        | 0     |
| Brentford F. C.                | Inglaterra | 2023      | 0        | 0     |
| Oxford United F. C. (cedido)   | Inglaterra | 2023-2024 | 43       | 1     |
| F. C. St. Pauli                | Alemania   | 2024-     | 2        | 0     |